# Eric Van Rompuy
Eric Van Rompuy (ur. 23 listopada 1949 w Uccle) – belgijski i flamandzki polityk, samorządowiec oraz ekonomista, poseł do Parlamentu Europejskiego i Izby Reprezentantów, od 1995 do 1999 minister w rządzie Regionu Flamandzkiego.

## Życiorys
Syn profesora ekonomii Vica Van Rompuya, brat polityk Tine oraz byłego premiera Hermana. Zdobył licencjat z ekonomii (1969) i magisterium z filozofii (1971) w Katholieke Universiteit Leuven, w 1975 doktoryzował się z ekonomii. Od 1976 do 1981 pracował jako ekonomista w Kredietbanku.
Zaangażował się w działalność Chrześcijańskiej Partii Ludowej (później Chrześcijańskich Demokratów i Flamandów), od 1977 do 1983 kierował młodzieżówką CVP-Jongeren. W 1981 został posłem do Parlamentu Europejskiego w miejsce Jorisa Verhaegena, przystąpił do Europejskiej Partii Ludowej. Działał w lokalnym samorządzie, od 1981 do 2016 zasiadał w radzie gminy Zaventem, należał także do jej zarządu (schepen). W latach 1985–1995 był członkiem Izby Reprezentantów i jednocześnie z urzędu parlamentu Regionu Flamandzkiego. Między 1995 a 1999 należał do flamandzkiego rządu Luca Van den Brande, gdzie odpowiadał za ekonomię, małe i średnie przedsiębiorstwa, media oraz rolnictwo. Od 1999 do 2014 ponownie zasiadał we flamandzkiej legislatywie, od 2012 jako sekretarz biura. W kadencji 2014–2019 powrócił do Izby Reprezentantów, następnie przeszedł na emeryturę, zostając szefem CD&V Senioren.
Żonaty z Viviane Geuffens. Wielki Oficer Orderu Leopolda.